# Alves dos Reis
Artur Virgílio Alves Reis (znany jako Alves dos Reis) (ur. 8 września 1896 w Lizbonie, zm. 9 czerwca 1955 tamże) – portugalski przestępca, skazany za fałszowanie pieniędzy, dokumentów oraz liczne oszustwa. Był odpowiedzialny za jedno z największych oszustw finansowych w historii, przeciwko Banco de Portugal w 1925.

## Życiorys

### Narodziny i wyjazd do Angoli
Urodził się we wrześniu 1896 roku, pochodził z dość biednej rodziny. W 1914, mając zaledwie 18 lat, wyjechał do Angoli w poszukiwaniu lepszych warunków finansowych. Firma jego ojca zbankrutowała, a dos Reis porzucił kurs inżynierski, na który uczęszczał. Poślubił Marię Luísę Jacobetti de Azevedo, członkinię zamożnej rodziny. W Angoli dokonał pierwszych przestępstw, w tym fałszerstwo dyplomu inżyniera budownictwa, elektryka i mechanika, wymyślając na ten cel nazwę szkoły znajdującej się w Oksfordzie, a także wykorzystanie czeków bez pokrycia.

### Powrót do Lizbony
W 1922 wrócił do Lizbony i pracował dla importera amerykańskich samochodów, gdzie zdefraudował sto tysięcy dolarów. Aresztowano go, ale został zwolniony po dwóch miesiącach. W 1925 opracował plan wielkiego oszustwa, wskutek którego – wykorzystując fałszywe dokumenty – doprowadził do wprowadzenia na rynek ponad 100 milionów escudo. W swoim planie korzystał z pomocy wielu współpracowników, przy czym nie wszyscy byli wtajemniczeni w całości, stąd nie wszyscy zostali później skazani. 
Aby dokonać przestępstwa sporządził fikcyjną umowę, według której Banco de Portugal zlecał druk banknotów. Sfałszował podpis i uzyskał zatwierdzenie dokumentu przez konsulaty Wielkiej Brytanii, Niemiec i Francji. Następnie przetłumaczył umowę na język francuski i sfałszował podpisy administracji Banco de Portugal. Wszystkie te sfałszowane dokumenty pozwoliły mu rozpocząć tworzenie nielegalnych banknotów 500 escudo w dużych ilościach. Pierwsza dostawa fałszywych banknotów zaczęła krążyć w lutym 1925 r. Wspólnicy pomagali w transporcie banknotów z Anglii do Portugalii. Za te pieniądze Alves dos Reis postanowił założyć własny bank, Angola e Metrópole, w którym ulokował część pieniędzy. Aby go założyć, sfałszował licencję i szereg innych dokumentów.
W 1925 roku Alves dos Reis zainwestował także 
nabywając Palácio do Menino de Ouro (obecnie budynek British Council w Lizbonie), kilka farm i flotę taksówek. Nabył także około 10 000 z 45 000 akcji Banco de Portugal. Podejrzanie władz portugalskich wzbudziła działalność Angola e Metrópole, który udzielał wielu pożyczek na niski procent mimo bardzo małej ilości depozytów. Doprowadziło to w grudniu 1925 do rozpracowania fałszerstwa i oskarżenia dos Reisa i jego współpracowników. Po aresztowaniu próbował on sfałszować kolejne dokumenty, świadczące o tym, że Banco Portugal był zaangażowany w oszustwo. Gdy się to nie udało, próbował popełnić samobójstwo. W więzieniu przebywał do 1945.

## Wpływ na rządy w Portugalii
Kwota 100 milionów escudo stanowiła równowartość mniej więcej jednego procenta ówczesnego produktu krajowego brutto Portugalii, więc wprowadzenie tych pieniędzy na rynek miało istotny wpływ na gospodarkę kraju. Oszustwo dos Reisa, obok machinacji koncernów tytoniowych, zdominowały debatę w portugalskim parlamencie w 1926. Niektórzy politycy podnosili głosy, że w oszustwo były zaangażowane władze portugalskie. Oskarżenia o korupcję w polityce i życiu codziennym były wykorzystywane przez prasę i przez całe spektrum polityczne w okresie powojennym, przyczyniając się do spadku zaufania do władz Pierwszej Republiki Portugalskiej i ostatecznie do obalenia rządu i wprowadzenia Narodowej Dyktatury w 1926.